# Centrum Szkolenia Sił Powietrznych
Centrum Szkolenia Sił Powietrznych im. Romualda Traugutta (CSSP) – szkoła wojskowa Wojska Polskiego.

## Historia
Na mocy zarządzenia szefa Sztabu Generalnego WP z dnia 20.07.1994 na bazie Wyższej Szkoły Oficerskiej Wojsk Obrony Przeciwlotniczej powstało Centrum Szkolenia Obrony Przeciwlotniczej. W 1998 Centrum podporządkowano Dowódcy Wojsk Lotniczych i Obrony Powietrznej. W dniu 1 października 2002 zmieniono jego nazwę na Centrum Szkolenia Wojsk Lotniczych i Obrony Powietrznej im. Romualda Traugutta. W 2002 Centrum przejęło szkolenie realizowane wcześniej przez Centrum Szkolenia Radiotechnicznego w Jeleniej Górze, które rozwiązano. W dniu 1 lipca 2004, zgodnie ze zmianami etatowymi w Siłach Zbrojnych, zmieniono nazwę na: Centrum Szkolenia Sił Powietrznych im. Romualda Traugutta.
Obecnie Centrum kształci specjalistów wojsk obrony przeciwlotniczej, wojsk radiotechnicznych, rozpoznania i walki radioelektronicznej.

## Tradycje
CSSP przejęło tradycje swych poprzedniczek. 2 grudnia 1995 Centrum otrzymało sztandar, którego rodzicami chrzestnymi zostali: Maria Kolarz (wdowa po jednym z zastępców komendanta) oraz Witold Niedek (gen. bryg. jeden z komendantów szkoły)
Święto CSSP: 20 lipca

Insygnia
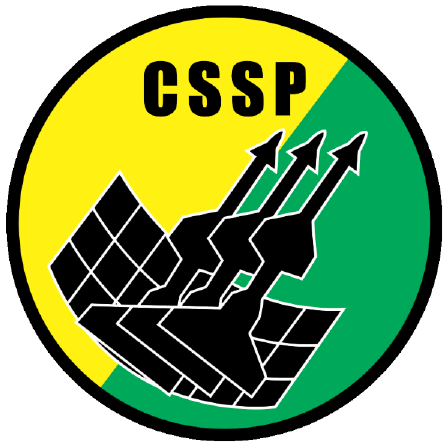
Oznaka rozpoznawcza na mundur wyjściowy
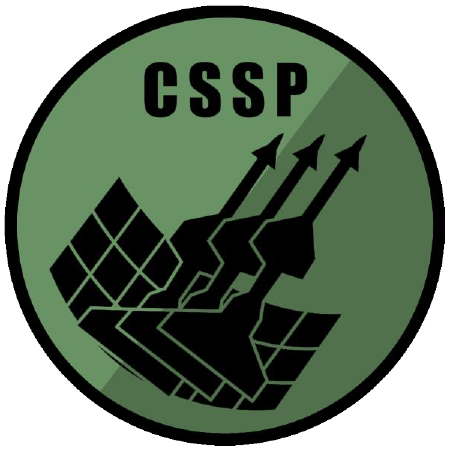
Oznaka rozpoznawcza na mundur polowy

## Cykle przedmiotowe
- Cykl Systemów Dowodzenia i Rozpoznania
- Lektorat języków obcych
- Cykl Sprzętu Obrony Powietrznej
- Cykl Wychowania Fizycznego i Sportu
- Cykl Sprzętu Obrony Przeciwlotniczej
- Cykl Radiolokacji
- Cykl Taktyki i Szkolenia Ogólnowojskowego
- Cykl SERE

## Komendanci Centrum
- płk Stanisław Czepielik (1991–1996)
- płk Zdzisław Patoła (1996–2000)
- płk Zbigniew Parol (2000–2004)
- płk Jan Olech (1 lipca 2004–2007)
- ppłk Andrzej Witek (cz.p.o. 2007)
- płk Krzysztof Żabicki (od lipca 2007)
- ppłk mgr Włodzimierz Pigoń (od 28 listopada 2011 – cz.p.o.)
- płk dypl. Dariusz Sienkiewicz (od 26 stycznia 2012)
- ppłk mgr Włodzimierz Pigoń (od 11 września 2015 – cz.p.o.)
- płk Józef Trejder (od 14 sierpnia 2020)